# Arrastre

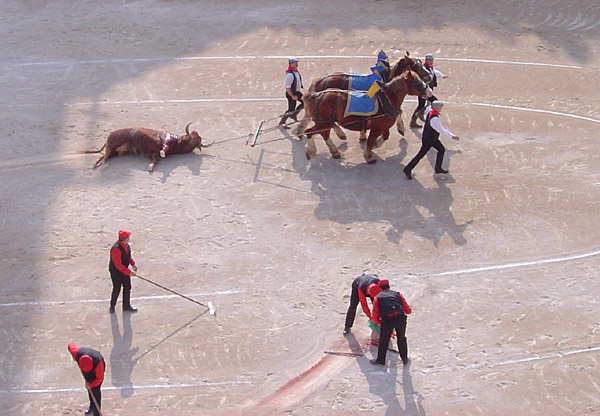
L'arrastre traîne le corps du taureau hors du ruedo. Les areneros, employés des arènes, remettent la piste en état entre chaque taureau. Arènes d'Arles

Dans le monde de la tauromachie, l'arrastre est le train de mules qui traîne le cadavre du taureau hors de la piste de l'arène, appelée ruedo.

## Présentation
L'arrastre, menée par les mulilleros, défile en fin de paseo, après alguazils et cuadrillas. Elle intervient à la fin de chaque combat, pour enlever du ruedo le corps du taureau pour l'emmener vers le matadero (abattoir) où il sera immédiatement débité et vendu comme viande de boucherie. Si l'animal a été brave, il sera honoré avant son retrait d'une vuelta, tour de piste devant le public debout.

## Historique
Autrefois, le train d'arrastre servait également à enlever les cadavres de chevaux morts. À cette époque, on utilisait deux trains d'arrastre qui défilaient lors du paseo, ce qui ne se fait plus depuis que les chevaux ne sont qu'exceptionnellement encornés. L'article 33 du règlement prévoyait que ces deux équipages soient parfois remplacés, dans les petites arènes à faibles moyens, par des engins motorisés. La ville de Nîmes a cependant conservé la tradition des deux trains d'arrastre. En 1956, à Soria, il a même été question de remplacer définitivement les mules par un tracteur, ce qui a soulevé un tel tollé de la part de la fédération des sociétés taurines que le projet a été retiré, pour la ville de Soria en tout cas.

## Importance
Pour le ganadero, le moment de l'arrastre est particulièrement important. Selon le comportement du toro, l'éleveur sera applaudi (taureau bravo) ou fera l'objet d'une bronca si le taureau a été manso, mal présenté, insuffisant de cornes, de caste, et fuyard.